# Ico Parisi
Domenico Parisi (n. 23 septembrie 1916, Palermo, Italia – d. 19 decembrie 1996, Como, Lombardia, Italia) a fost un arhitect italian.